# Fucsou–Hsziamen-vasútvonal

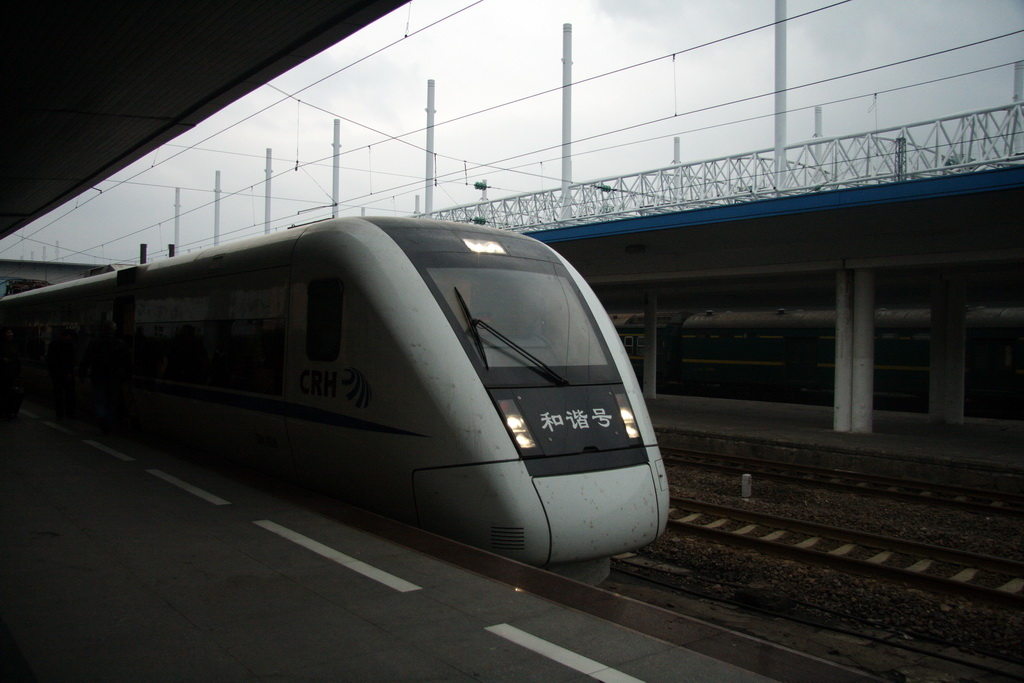
CRH1 nagysebességű motorvonat Fucsouban

A Fucsou–Hsziamen-vasútvonal (egyszerűsített kínai írással: 福厦铁路; hagyományos kínai írással: 福廈鐵路; pinjin: Fúxià Tiělù) egy 274,9 km hosszúságú, normál nyomtávolságú, kétvágányú, 25 kV 50 Hz-cel villamosított nagysebességű vasútvonal Kínában Fucsou és Hsziamen között.
Az építkezés 2005-ben kezdődött, a vonal 2010. április 26-án nyílt meg. A személyszállító vonatok legnagyobb sebessége 250 km/h. A vonal 37%-a hídon vagy alagútban halad, miközben 14 állomást érint. A vonal része az 1745 km hosszúságú Hangcsou–Fucsou–Sencsen nagysebességű vasútvonalnak.